# Mars Global Surveyor
Mars Global Surveyor — американская автоматическая межпланетная станция (АМС), один из самых успешных проектов НАСА по изучению Марса. Космический аппарат (КА) был запущен 7 ноября 1996 года с космодрома на мысе Канаверал с помощью ракеты-носителя «Дельта-2». В ходе полёта КА преодолел 750 млн км за 300 дней и 11 сентября 1997 года достиг Марса.
До марта 1999 года аппарат совершал орбитальные манёвры, чтобы в итоге оказаться на круговой полярной орбите высотой 378 километров, удобной для проведения картографирования поверхности Марса.
31 января 2001 года аппарат завершил основную миссию, но поскольку он всё ещё оставался работоспособным, для него была предложена расширенная миссия. НАСА рассчитывало, что Mars Global Surveyor проработает как минимум до декабря 2006 года.
Помимо картографирования поверхности Марса, Mars Global Surveyor выполняет роль телекоммуникационного спутника для роверов «Спирит» и «Оппортьюнити», ретранслируя на Землю получаемые ими данные.
30 марта 2004 года аппарат сфотографировал марсоход «Спирит» и следы, оставленные им на марсианской поверхности за 85 дней пребывания на планете.
В апреле 2005 года аппарат сфотографировал аппараты «Марс Одиссей» и «Марс-экспресс», став первым космическим аппаратом, заснявшим другой аппарат, находящийся на внеземной орбите.
5 ноября 2006 года связь с аппаратом была утеряна. За три дня до этого аппарат прислал сигнал о нарушении регулировки положения одной из двух панелей солнечных батарей. Предполагается, что неправильная ориентация батарей могла привести к тому, что сигнал от аппарата стал слишком слабым для регистрации на Земле. Для поиска был привлечён находящийся на орбите «Марс-экспресс», но обе предпринятые попытки оказались безуспешны. Попытки повторно связаться с космическим аппаратом не удались, и в январе 2007 года NASA официально завершило миссию аппарата. Аппарат признан утраченным.
- Снимки Mars Global Surveyor
- Рвы, которые могли быть образованы потоками воды
- Орбитальный аппарат «Марс-экспресс»
- Орбитальный аппарат «Марс Одиссей»

## Спецификация
Аппарат Сервейор собирался на аэрокосмическом заводе компании Lockheed Martin в Денвере. Он имеет прямоугольную форму с простирающимися с противоположных сторон, похожими на крылья, плоскостями (это солнечные батареи которые используются для питания аппарата). Полностью загруженный ракетным топливом перед запуском, аппарат весил 1060 килограмм. Большую часть массы Сервейора занимает коробчатый модуль, расположенный в центре аппарата. Он состоит из расположенных один над другим двух меньших модулей. Один из них называется модулем оборудования и содержит электронную начинку аппарата, научные инструменты, и специализированный бортовой компьютер 1750A. Другой модуль, силовая установка — содержит ракетные двигатели и баки с топливом.